# Thelma Aldana
Pour les articles homonymes, voir Aldana (homonymie).
Thelma Esperanza Aldana Hernández de López, née le 27 septembre 1955 à Gualán (Guatemala), est une avocate, notaire et femme politique guatémaltèque. Elle est procureure générale entre 2014 et 2018.

## Biographie
Procureure générale de 2014 à 2018, elle dirige une enquête révélant un réseau de corruption baptisé « la Linea », impliquant des figures parmi les plus importantes de la vie politique et économique du pays. Son enquête conduit à l'arrestation de 60 personnes, dont l'ex-président Otto Perez. Elle tente par la suite de lancer une enquête contre le président Jimmy Morales, soupçonné de financement illégal de sa campagne électorale. Bien que soutenue par la mission de l'ONU anticorruption et contre l'impunité au Guatemala (Cicig), la requête n'aboutit pas.
Alors qu'elle se porte candidate à l'élection présidentielle de 2019, elle fait l'objet d'un mandat d'arrêt et sa candidature est rejetée par les autorités en raison d'affaires de corruption présumées la concernant. Elle est en effet accusée de l'achat irrégulier d'un immeuble et de la création d'emplois fictifs sous son administration. Elle dément les accusations et les attribue à ce qu'elle nomme le « pacte des corrompus », composé d'hommes politiques et de chefs d'entreprise du pays.

## Sources
- (es) Cet article est partiellement ou en totalité issu de l’article de Wikipédia en espagnol intitulé « Thelma Aldana » (voir la liste des auteurs).